# Karmesterek listája
Az alábbi a híres karmesterek listája:
| Ábécé szerinti tartalomjegyzék                      |
| --------------------------------------------------- |
| A B C D E F G H I J K L M N O P Q R S T U V W X Y Z |

## A
- Eivind Aadland (hegedűművész is)
- Juhan Aavik (zeneszerző is)
- Joseph Abaco (gordonkaművész, zeneszerző is)
- Boris Abalyan
- Claudio Abbado
- Roberto Abbado
- Graham Abbott
- Yves Abel
- David Charles Abell
- Hermann Abendroth
- Maurice Abravanel
- Franz Abt
- Salvatore Accardo (hegedűművész is)
- Jean-Baptiste Accolay (hegedűművész, zeneszerző is)
- Luciano Acocella
- Ács János
- Suzanne Acton
- John Adams (zeneszerző is)
- Thomas Adès (zeneszerző, zongoraművész is)
- Adrian Adlam (hegedűművész is)
- Frederick Charles Adler
- Kurt Herbert Adler
- Peter Herman Adler
- Samuel Adler
- Henry Adolph
- Ádám Jenő
- Niklaus Aeschbacher
- Walther Gottlieb Aeschbacher (zeneszerző is)
- Beatrice Jona Affron
- Vaszilij Agapkin (zeneszerző is)
- Lucio Agostini (zeneszerző is)
- Ernani Aguiar
- Yuri Ahronovich
- Guido Ajmone-Marsan
- Akijama Kazujosi
- Akutagava Jaszusi (zeneszerző is)
- Herbert Albert
- Alvaro Albiach
- Armando Aliberti
- Werner Andreas Albert
- Thomas Albert
- Gerd Albrecht
- Rinaldo Alessandrini
- Brady R. Allred
- Victor Alessandro
- Ralph Allwood
- Antonio de Almeida
- Atso Almila (zeneszerző is)
- Odón Alonso (zeneszerző is)
- Conrad van Alphen
- Marin Alsop
- Petr Altrichter
- Kenneth Alwyn
- William Alwyn (zeneszerző is)
- Levon Ambartsumian (hegedűművész is)
- Robert Ambrose
- Kenneth Amis (tubaművész is)
- David Amos
- Gilbert Amy (zeneszerző is)
- Karel Ančerl (1908–1973) cseh karmester, zeneszerző
- Bengt Tommy Andersson (zeneszerző is)
- Karsten Andersen
- Marc Andreae
- Volkmar Andreae (zeneszerző is)
- Vlagyimir Andropov
- Leif Ove Andsnes (zongoraművész is)
- Paul Angerer
- David Angus
- Andrej Anihanov
- Alekszandr Anyiszimov
- Henrik Annassian
- Lorenzo Anselmi
- Ernest Ansermet
- Antal Mátyás
- Alfredo Antonini
- Michael Antrobus
- Louis Applebaum (zeneszerző is)
- Bruno Aprea
- Jesús Arámbarri
- Luigi Arditi (hegedűművész, zeneszerző is)
- Ataúlfo Argenta
- Nurhan Arman
- Robert Armbruster
- Raffi Armenian (zongoraművész, zeneszerző is)
- Anton Armstrong
- Donald Armstrong
- Sir Richard Armstrong
- Sir Thomas Armstrong (orgonaművész is)
- Klaus Arp
- Aszahina Takasi
- Enrique García Asensio
- Stefan Asbury
- Vladimir Ashkenazy (zongoraművész is)
- David Atherton
- Ivor Atkins (orgonaművész, zeneszerző is)
- Walter Attanasi
- Moshe Atzmon
- Jean-Marie Auberson (hegedűművész is)
- Tor Aulin (hegedűművész, zeneszerző is)
- Louis Auriacombe
- James Avery (zongoraművész is)
- John Avison (zongoraművész is)
- John Axelrod
- Gürer Aykal

## B
- Jeremy Backhouse
- Ulrich Backofen
- Christian Badea
- Roland Bader
- Břetislav Bakala (zeneszerző, zongoraművész is)
- Kees Bakels
- Richard Baker (zeneszerző is)
- Ovidiu Balan
- Virko Baley (zeneszerző, zongoraművész is)
- Gábriel Bálint
- Eldon Balko
- Balogh Attila
- Balogh Lázár
- Joseph Balzer
- Wolfgang Balzer
- Giuseppe Bamboschek (zeneszerző is)
- Matthias Bamert
- Chiara Banchini
- David Banney
- Sir John Barbirolli
- Bárdos Lajos (zeneszerző is)
- Daniel Barenboim (zongoraművész is)
- Vernon Barford (orgonaművész is)
- Howard Barlow
- Jeremy Barlow
- Stephen Barlow
- Joseph Barnby (zeneszerző is)
- Uri Barnea
- Robert M. Barr
- Rudolf Barsaj (brácsaművész is)
- Jean Ashworth Bartle
- Bruno Bartoletti
- Leon Barzin
- Pippo Barzizza
- Jelena Baskirova (zongoraművész is)
- Jurij Basmet
- Enrique Batiz
- Patrick Baton
- Serge Baudo
- Rudolf Baumgartner (hegedűművész is)
- Peter Bay
- Jean-Marie Beaudet
- Steuart Bedford
- Sir Thomas Beecham
- Ludwig van Beethoven (zeneszerző, zongoraművész is)
- Eduard van Beinum
- Heribert Beissel
- Frieda Belinfante (gordonkaművész is)
- Gabriele Bellini
- Piero Bellugi
- Jiří Bělohlávek
- Christian Benda (zeneszerző, gordonkaművész is)
- Gisèle Ben-Dor
- Umberto Benedetti Michelangeli
- Julius Benedict (zeneszerző is)
- Paul Ben-Haim (zeneszerző is)
- Sven Bengtson
- Roberto Benzi
- Ingar Bergby
- Paul Bergé
- Erich Bergel
- Wilhelm Georg Berger (zeneszerző, hegedűművész is)
- Hector Berlioz (zeneszerző is)
- Paavo Berglund
- Karl-Friedrich Beringer
- Mario Bernardi
- Massimo de Bernart
- Robert Bernhardt
- Frieder Bernius
- Luciano Berio (zeneszerző is)
- Robert Bernhardt
- Leonard Bernstein (zeneszerző is)
- Umberto Berrettoni
- Mary Berry
- Gary Bertini
- Loic Bertrand
- Matthew Best
- Luciano Bettarini
- Hans Michael Beuerle
- Harry Bicket
- Tomasz Biernacki
- Eugène Bigot (zeneszerző is)
- Bertrand de Billy
- Fabio Biondi
- John Bishop
- Nicola Bisson (oboa- és zongoraművész is)
- Leif Bjaland
- Ulf Björlin
- Stanley Black
- Jerry Blackstone
- Luis Biava
- Leo Blech
- Julien Paul Blitz
- Herbert Blomstedt
- Theodore Bloomfield
- Dominik Blum (zongoraművész is)
- Andrew Blyth
- Robert Boardman
- Nicolas-Charles Bochsa
- Artur Bodanzky
- Wilfried Boettcher
- Boris Böhmann
- Karl Böhm
- Bolberitz Tamás
- Jorge Bolet (zongoraművész is)
- Ivor Bolton
- Heinz Bongartz  (zeneszerző is)
- Richard Bonynge
- Leo Borchard
- Andrej Borejko
- Victor Borge (zongoraművész is)
- Willi Boskovsky (hegedűművész is)
- Leon Botstein
- Martin Böttcher (zeneszerző is)
- Nadia Boulanger (zeneszerző is)
- Pierre Boulez (zeneszerző is)
- Sir Adrian Boult
- Ernest Bour
- Rosario Bourdon
- William Boughton
- Geraint Bowen (orgonaművész is)
- Peter Boyer
- Martyn Brabbins
- Richard Bradshaw
- Geoffrey Brand
- Nir Brand
- Dalibor Brazda (zeneszerző is)
- Karel Brazda
- Peter Breiner (zongoraművész is)
- Paul Breisach
- Giovanni Bria
- Andy Brick
- Antonia Brico (zongoraművész is)
- Benjamin Britten (zeneszerző is)
- Brian Brockless  (orgonaművész, zeneszerző is)
- Paige Brook (fuvolaművész is)
- Salvador Brotons (zeneszerző is)
- Boris Brott
- Hine Arthur Brown
- Iona Brown
- Jordan Brown
- Mark Brown
- Charles Bruck
- Max Bruch (zeneszerző is)
- Charles Bruffy
- Frans Brüggen
- Anshel Brusilow (hegedűművész is)
- Helmut Bucher
- Emerson Buckley
- Jürgen Budday
- Hans von Bülow
- Carl-August Bunte (zeneszerző is)
- David Burge (zongoraművész, zeneszerző is)
- Geoffrey Burgon
- Dennis Burkh
- Rebecca Burkhardt
- Stephen Burns (trombitaművész is)
- Fritz Busch
- Ferruccio Benvenuto Busoni (zeneszerző, zongoraművész is)
- Henri Büsser (zeneszerző is)
- Yondani Butt
- Szemjon Bicskov
- Steven Byess
- George Byng

## C
- Howard Cable (zeneszerző is)
- Donato Cabrera
- Oleg Caetani
- Jan Caeyers
- Sarah Caldwell
- Constantine Callinicos
- Sylvain Cambreling
- Basil Cameron
- Guido Cantelli
- Cesare Cantieri
- Pierre Cao
- Gennaro Cappabianco
- Franco Caracciolo
- Miltiades Caridis
- Joana Carneiro
- Roberto Carnevale
- Jonathan Carney
- Gary Carpenter
- Felix Carrasco
- Ronaldo Carrillo
- Eleazar de Carvalho
- Pablo Casals (gordonkaművész is)
- Joan Casas
- Juan Castelao
- Eugene F. Castillo
- Eugene Mariano Castillo
- Philip Cave
- Catterino Cavos (zeneszerző, orgonaművész is)
- Aldo Ceccato
- Ludvík Čelanský
- Sergiu Celibidache
- Renato Cellini
- Friedrich Cerha
- Riccardo Chailly
- Zdenek Chalabala
- Stuart Challender
- Elim Chan
- Chan Tze Law (hegedűművész is)
- Helen Cha-Pyo (orgonaművész is)
- Eugène Chartier (hegedűművész is)
- Frederic Chaslin
- Chen Xieyang
- Fan Chengwu
- Vladiszlav Csernusenko
- Camille Chevillard (zeneszerző is)
- Giancarlo Chiaramello
- Alan Chircop (zongoraművész is)
- Eric Chisholm (zeneszerző is)
- Choo Hoey
- F. Melius Christiansen
- Paul J. Christiansen
- Michael Christie
- William Christie
- Nikosz Hrisztodulu (zeneszerző is)
- Harry Christophers
- Myung-Whun Chung (zongoraművész is)
- Carlo Felice Cillario
- Antonin Ciolan
- Herbert L. Clarke (kornettművész, zeneszerző is)
- Keith Clark
- Richard Aulden Clark
- René Clausen
- Jozef Cleber (zeneszerző is)
- Nicholas Cleobury
- Stephen Cleobury
- Fausto Cleva
- Gustav Cloëz
- André Cluytens
- Albert Coates
- Jan Cober (klarinétművész is)
- Jesús López Cobos
- Luis Cobos (zeneszerző is)
- Jerome Cohen
- Maurizio Colasanti
- Michel Colombier (zeneszerző is)
- Édouard Colonne (hegedűművész is)
- Catherine Comet
- Sergiu Comissiona
- Graziella Concas
- Richard Condie
- James Conlon
- William Connor
- Marius Constant (zeneszerző is)
- Fiora Contino
- Aaron Copland (zeneszerző is)
- Piero Coppola
- Michel Corboz
- Ronald Corp
- Eugene Corporon
- Alfred Cortot (zongoraművész is)
- Michael Costa (zeneszerző is)
- Marcel Couraud
- Robert Craft
- Thomas Crawford
- Gordon Cree (zeneszerző is)
- Marcus Creed
- David Cripps (kürtművész is)
- Giorgio Croci
- John Crosby
- José Cura (tenor operaénekes, zeneszerző is)
- David Currie
- John Curro
- William George Cusins (zongoraművész, zeneszerző is)
- Gary Cutt
- Krzysztof Czerwinski (orgonaművész is)
- Cziffra György (1942–1982) Franciaországban élő magyar származású karmester, Cziffra György (zongoraművész) fia

## D
- Misha Damev
- Frank Damrosch
- Leopold Damrosch
- Paul Daniel
- Oscar Danon
- Franz Ignaz Danzi (gordonkaművész, zeneszerző is)
- Charles Darden
- Jonathan Darlington
- Thurston Dart (csembalóművész is)
- Thomas Dausgaard
- Francesco d'Avalos
- Dennis Russell Davies
- Sir Andrew Davis
- Sir Colin Davis
- Meredith Davies
- John Deathridge
- John Debney (zeneszerző is)
- Franz-Paul Decker
- Désiré Defauw
- Henri Défosse
- Jacques Delacote
- Edouard Deldevez (hegedűművész, zeneszerző is)
- Andreas Delfs
- Alfred Deller (kontratenor énekes is)
- Norman Del Mar
- Gaetano Delogu (bariton énekes is)
- John DeMain
- Stéphane Denève
- Carl Denton
- James DePreist
- Pierre Dervaux
- Roger Désormière
- Felix Otto Dessoff
- Adolph Deutsch (zeneszerző is)
- Louis Devos
- Hugo Diez
- Suzi Digby
- Georgi Dimitrov
- Enrico Dindo
- Richard Divall
- Dean Dixon
- James Dixon
- Plamen Gyurov
- Alekszandr Dmitrijev
- Issay Dobrowen
- Christoph von Dohnányi
- Dohnányi Ernő (zeneszerző, zongoraművész is)
- Oliver Dohnányi
- Doman Katalin (1959-)
- Juozas Domarkas
- Plácido Domingo (tenor operaénekes is)
- Leonard Dommett (hegedűművész is)
- Doráti Antal
- Heinrich Dorn
- Sir Edward Downes
- Carmen Dragon
- Drahos Béla
- Per Dreier
- Riccardo Drigo
- Matthew Dubourg (hegedűművész, zeneszerző is)
- Agnieszka Duczmal
- Gustavo Dudamel
- Richard Dufallo
- Philip Duffy
- Lorenz Duftschmid
- Paul Dunkel
- Howard Dunn
- Charles Dutoit
- Balys Dvarionas (zongoraművész, zeneszerző is)
- Antonín Dvořák (zeneszerző is)
- David Dworkin (klarinétművész is)
- Howard Dyck

## E
- Benjamin Juarez Echenique
- William Eddins (zongoraművész is)
- Noel Edison
- Richard Edlinger
- Morna Edmundson
- Huw Edwards
- Iwan Edwards
- Peter Randolph Edwards
- David Effron
- Richard Egarr (zongorista is)
- Werner Ehrhardt
- Sixten Ehrling
- Christian Ehwald
- José Eibenschütz
- Kurt Eichhorn
- Mark Elder
- Karl Elmendorff
- Ahmed Elsaedi
- Olari Elts
- Karl Engel
- Bjarte Engeset
- Philippe Entremont (zongoraművész is)
- Eötvös Péter (zeneszerző)
- Angelo Ephrikian
- Erdélyi Miklós
- Erol Erdinç
- Alberto Erede
- Marco Erede
- Eric Ericson
- Erkel Ferenc (zeneszerző)
- Mark Ermler
- Erős Péter
- Alpaslan Ertüngealp
- Michael Erxleben (hegedűművész is)
- Christoph Eschenbach
- Heribert Esser
- Jesus Etcheverry
- George Enescu (zeneszerző is)
- Antiohosz Evangelatosz  (zeneszerző is)
- Jack Everly
- Joseph Leopold Eybler (zeneszerző is)

## F
- Oliviero De Fabritiis
- Harold Farberman (ütős, zeneszerző is)
- Oliviero De Fabritiis (zeneszerző is)
- Jörg Faerber
- Arthur Fagen
- Barry Faldner
- Peter Falk
- JoAnn Falletta
- Harold Farberman (zeneszerző is)
- Charles Farncombe
- Robert Farnon (zeneszerző is)
- Arthur Farwell (zeneszerző is)
- Renato Fasano (zeneszerző is)
- Vlagyimir Fedoszejev
- Viktor Fedotov
- Victor Feldbrill (hegedűművész is)
- Eric Fenby
- Frederick Fennell
- Ferencsik János
- Franco Ferrara
- Franco Ferraris
- John Ferritto  (zeneszerző is)
- Gabriele Ferro
- Arthur Fiedler
- Max Fiedler (zeneszerző is)
- Christopher Finzi
- António Fortunato de Figueiredo (hegedűművész is)
- Fischer Ádám
- Edwin Fischer (zongoraűművész is)
- Fischer Iván
- Thierry Fischer (fuvolaűművész is)
- Dietrich Fischer-Dieskau (bariton énekművész)
- Martin Fischer-Dieskau
- Anatole Fistoulari
- Grzegorz Fitelberg (zeneszerző, hegedűművész is)
- Øivin Fjeldstad
- Arvid Fladmoe (zeneszerző is)
- Eduard Flipse (zeneszerző is)
- Claus Peter Flor
- Charles Floyd
- Joseph Flummerfelt
- Patrick Flynn (zeneszerző is)
- George Foreman
- Gene Forrell  (zeneszerző is)
- Karl Forster
- John Forsyth
- Lukas Foss  (zeneszerző, zongoraművész is)
- Lawrence Foster
- Nils-Eric Fougstedt
- Jean Fournet
- Nicolette Fraillon
- Hal France
- Alun Francis
- Mikko Franck
- Gábor Franek
- Hans-Peter Frank
- Justus Franz (zongoraművész is)
- Massimo Freccia
- Paul Freeman(wd) (1936–2015)
- Louis Frémaux
- Heinz Fricke
- Fricsay Ferenc
- August Fries
- Louis de Froment
- Rafael Frühbeck de Burgos
- Sten Frykberg
- Thomas Furi
- Fürst János
- Wilhelm Furtwängler (zeneszerző is)

## G
- Ossip Gabrilowitsch  (zongoraművész is)
- James Gaffigan
- Dom Joseph Gajard
- Alceo Galliera
- Patrick Gallois (fuvolásként)
- Piero Gamba
- Romano Gandolfi
- Rudolph Ganz (zongoraművész; zeneszerző)
- Carl von Garaguly (hegedűművész is)
- Lamberto Gardelli
- Sir John Eliot Gardiner
- Edward Gardner
- David Garforth
- Daniele Gatti
- Philippe Gaubert (fuvolás; zeneszerző)
- Aleksandr Gauk
- Alfred R. Gaul (zeneszerző is)
- Gregg Gausline
- Gianandrea Gavazzeni
- Yuriy Geletyuk (zeneszerző is)
- Gianluigi Gelmetti
- Vance George
- John Georgiadis (hegedűművész is)
- Valery Gergiev
- Charles Gerhardt
- Wilhelm Gericke
- David Geringas (gordonkaművész is)
- Friedrich Gernsheim (zeneszerző; zongoraművész)
- Franco Ghione
- Sir Alexander Gibson
- Mark Gibson
- Michael Gielen
- Alan Gilbert
- Richard Gill
- Reynald Giovaninetti
- Errol Girdlestone
- Carlo Maria Giulini
- Derek Gleeson
- Jane Glover
- Hanspeter Gmür
- Isidore Godfrey
- George de Godzinsky
- Reinhard Goebel (hegedűművész is)
- Walter Goehr (zeneszerző is)
- Rengim Gökmen
- Szymon Goldberg (hegedűművész is)
- Friedrich Goldmann (zeneszerző is)
- Nicholas Goldschmidt
- Jerry Goldsmith (zeneszerző is)
- Nikolay Golovanov
- Igor Golovschin
- Vladimir Golschmann
- Gottfried von der Goltz (hegedűművész is)
- David Golub (zongoraművész is)
- Stephanie Gonley (hegedűművész is)
- Sir Reginald Goodall
- William Goodchild
- Roy Goodman
- Ron Goodwin
- Sir Eugene Goossens
- Mark Gorenstein
- Johannes Goritzki
- Stanislav Gorkovenko
- Predrag Gosta
- Ralf Gothóni
- Jakov Gotovac (zeneszerző is)
- Morton Gould (zongoraművész is)
- Hans Graf
- Gearóid Grant
- Izhak Graziani
- Elizabeth Green
- Mary Woodmansee Green
- Bohumil Gregor
- Nils Grevillius
- Thomas-Michael Gribow
- Edvard Grieg (zeneszerző is)
- Howard Griffiths
- Edouard Grikurov
- Uwe Grodd (fuvolásként is)
- Launy Grøndahl (zeneszerző is)
- Wilhelm Grosz (zeneszerzőként és zongoraművészként is)
- Sir Charles Groves
- Gabriel Grovlez (zeneszerző is)
- Arthur Gruber
- Odd Grüner-Hegge
- Anton Guadagno
- Camargo Guarnieri (zeneszerző is)
- Bernhard Gueller
- Giancarlo Guerrero
- Vittorio Gui
- Joseph Gungl (zeneszerző is)
- Stephen Gunzenhauser
- Manfred Gurlitt
- Theodor Guschlbauer
- Peter Guth

## H
- Jacob de Haan (zeneszerző is)
- Karl Haas (zongoraművész is)
- François Antoine Habeneck
- John B. Haberlen
- Aram Hacsaturján (zeneszerző is)
- Henry Hadley (zeneszerző is)
- Hartmut Haenchen
- Hans Hagen
- Leopold Hager
- Klaus-Peter Hahn (gordonkaművész is)
- Reynaldo Hahn (zeneszerző is)
- Emmanuelle Haïm
- Bernard Haitink
- Michael Halasz
- Halász Péter
- William D. Hall
- Sir Charles Hallé
- Simon Halsey
- Anthony Halstead
- Johan Halvorsen  (hegedűművészként és zeneszerzőként is)
- Hamar Zsolt
- Han Zhongjie
- David Händel
- Maurice Handford
- Vernon Handley
- Michael Hankinson
- Tauno Hannikainen
- George Hanson
- Howard Hanson (zeneszerző is)
- Daniel Harding
- David Harman
- Nikolaus Harnoncourt
- Wally Harper (zeneszerző is)
- Anne Harrigan
- Colin Harris
- Frederick Harris
- Bernhard Hartog
- Sir Hamilton Harty
- Eiji Hashimoto (csembalóművész is)
- Ketil Haugsand (csembalóművész is)
- Siegmund von Hausegger (zeneszerző is)
- Franz Josef Haydn (zeneszerző is)
- Richard Hayman
- John Michael Hearne (zeneszerző is)
- Fenno Heath (zeneszerző is)
- Daniel Hege
- Robert Heger
- Harald Heide
- Sir Bernard Heinze
- Héja Domonkos
- Joseph Hellmesberger (hegedűművész is)
- Joseph Hellmesberger Jr. (zeneszerző, hegedűművész is)
- Eskil Hemberg (zeneszerző is)
- Walter Hendl
- Thomas Hengelbrock
- Richard Henneberg
- George Henschel (bariton énekes)
- Maurice F. Hentschel
- Lee Hepner
- Victor Herbert  (zeneszerző, gordonkaművész is)
- Gunther Herbig
- Philippe Herreweghe
- Jack Herriman
- Alfred Hertz
- Heinrich von Herzogenberg (zeneszerző is)
- Pierre Hétu
- Leslie Heward (zeneszerző is)
- Florian Heyerick
- Peyton Hibbitt
- Richard Hickox
- Edward Higginbottom (orgonaművész is)
- David Higgins (zeneszerző is)
- Alfred Hill (zeneszerző is)
- Stan K. Hill (zeneszerző is)
- Ureli Corelli Hill
- Margaret Hillis
- Paul Hindemith
- Junichi Hirokami
- Libor Hlavácek (hegedűművész is)
- Georg Høeberg (zeneszerző is)
- Irwin Hoffman
- Gerard Hoffnung (zeneszerző is)
- Christopher Hogwood ((csembalóművész is))
- Joseph Holbrooke (zeneszerző, zongoraművész is)
- Anthony Holland (zeneszerző is)
- Heinrich Hollreiser
- David Holsinger (zeneszerző is)
- Iver Holter
- Miroslav Homolka
- Manfred Honeck
- David Hönigsberg (zeneszerző is)
- Willem van Hoogstraten
- David Hoose
- John Hopkins
- Jascha Horenstein
- Oleksander Horilyj
- Horváth Gábor
- Milan Horvat
- Elgar Howarth
- Ken Hsieh
- Apo Ching-Hsin Hsu
- John Hsu
- Hu Bingxu
- Samo Hudab
- William Hudson
- Monica Huggett
- Arwel Hughes (zeneszerző is)
- Owain Arwel Hughes
- Fionnuala Hunt
- George Hurst
- Hugo Jan Huss
- Johan Hye-Knudse

## I
- Anthony Iannaccone (zeneszerző is)
- Eliahu Inbal
- Kjell Ingebretsen (zongoraművész is)
- Désiré-Emile Inghelbrecht (zeneszerző is)
- Anthony Inglis
- Sarah Ioannides
- Robert Irving
- Elmer Iseler
- Jose Iturbi (zongoraművész is)
- Adam Itzel, Jr. (zeneszerző is)
- Anatolij Vasziljevics Ivanov
- Borislav Ivanov
- Konstantin Ivanov
- Ion Ivanovici
- Hiroyuki Iwaki

## J
- Isaiah Jackson
- René Jacobs (kontratenor énekművész is)
- Didier Jacquin
- Elli Jaffe
- Mladen Jagusht
- Wilhelm Jahn
- Jancsovics Antal
- Antonio Janigro (gordonkaművész is)
- Marek Janowski
- Baptiste Janson
- Arvid Jansons
- Mariss Jansons
- Werner Janssen (zeneszerző is)
- Armas Järnefelt (zeneszerző is)
- Kristjan Järvi
- Neeme Järvi
- Paavo Järvi
- Kenneth Jean
- Barry Jekowsky
- Graeme Jenkins
- Thomas Jensen
- Craig Jessop
- Karel Boleslav Jirák (zeneszerző is)
- Eugen Jochum
- Georg Ludwig Jochum
- Dirk Joeres
- Donald Johanos
- Robert Johnson
- Thor Johnson
- Leslie Jones
- William Ifor Jones
- Joó Árpád
- Enrique Jordá
- Vakhtang Jordania
- Armin Jordan
- James Mark Jordan
- Philippe Jordan
- James Judd
- Louis-Antoine Jullien
- Jerry Junkin
- Michail Jurowski

## K
- Dmitri Kabalevsky (zeneszerző is)
- Oswald Kabasta
- Miloslav Kabeláč (zeneszerző is)
- Vato Kahi
- Franz Kaim
- Robert Kajanus
- Tõnu Kaljuste
- Carlos Kalmar
- Karl Kamper
- Okko Kamu
- Juha Kangas
- Shigeru Kan-no (zeneszerző is)
- Alexander Kantorov
- Jean-Jacques Kantorow (hegedűművész is)
- David L. Kaplan
- Gilbert Kaplan
- Richard Kapp
- Isaac Karabtchevsky
- Ivan Karabyts (zeneszerző is)
- Herbert von Karajan
- Steven Karidoyanes
- Loukas Karytinos
- Milton Katims (hegedűművész is)
- Cyprien Katsaris
- Simon Katz
- Richard Kaufman
- Walter Kaufmann (1907–1984) cseh zeneszerző, karmester
- Hugo Wilhelm Ludwig Kaun (zeneszerző is)
- Hugh Keelan
- Dennis Keene
- Herbert Kegel
- Günter Kehr
- Joseph Keilberth
- Olav Kielland
- Rudolf Kempe
- Paul van Kempen
- Donald M. Kendrick
- Kertész István
- Willem Kes (hegedűművész is)
- Will Kesling
- Kevehazy Lajos
- Boris Emmanuilovich Khaikin
- Kenneth Kiesler
- Hans Kindler (gordonkaművész is)
- Robert King
- Norbert Kirchmann
- Craig Kirchhoff
- Dmitri Kitajenko
- Eri Klas
- Carlos Kleiber
- Erich Kleiber
- Olav Kielland (zeneszerző, zongoraművész is)
- Bernhard Klapprott
- Bernhard Klee
- Otto Klemperer
- Paul Kletzki (zeneszerző is)
- Pavel Klinichev
- Berislav Klobucar
- Erich Kloss
- František Kmoch (zeneszerző is)
- Hans Knappertsbusch
- Oliver Knussen (zeneszerző is)
- Kobajasi Kenicsiró
- Kocsis Zoltán (zongoraművész is)
- Lutz Kohler
- Eugene Kohn
- Kazuhiro Koizumi
- Varujan Kojian
- Camilla Kolchinsky
- Chosei Komatsu
- Komor Vilmos
- Kiril Kondrashin
- Hidemaro Konoye (zeneszerző is)
- Franz Konwitschny
- Ton Koopman (orgona- és csembalóűművész is)
- Adam Kopyciński (zeneszerző is)
- Alexander Kopylov
- Leo Korchin
- Kazimierz Kord
- Erich Wolfgang Korngold
- Kórodi András
- Oleksander Koshetz (zeneszerző is)
- Zdeněk Košler
- Evgeni Kostitsyn
- Pavel Kotla
- Szergej Kuszevitckij
- Kovács János
- Kovács László
- Karel Kovarovic (zeneszerző is)
- Volodymyr Kozhukhar
- Nicholas Kraemer (csembalóművész is)
- Robert Kraft
- Herbert Kraus
- Richard Kraus
- Clemens Krauss
- Jaroslav Krcek
- Yakov Kreizberg
- Gidon Kremer (hegedűművész is)
- Jan Krenz
- Josef Kreutzer
- Henry Krips
- Josef Krips
- Emmanuel Krivine
- Petar Krstic (zeneszerző is)
- Rafael Kubelík
- Theodore Kuchar
- Kulcsár Szabolcs (karigazgató is)
- Sigiswald Kuijken
- Kulka János
- Arthur Kulling
- Luigi von Kunits (zeneszerző, hegedűművész is)
- Matthias Kuntzsch
- Erich Kunzel
- Efrem Kurtz
- William Kushner (klarinétművész is)
- Rainer Kussmaul
- Andrew Kuster
- Toivo Kuula (zeneszerző is)

## L
- Markku Laakso
- August Labitzky (zeneszerző is)
- Franz Paul Lachner (zeneszerző is)
- Uros Lajovic
- Odaline de La Martinez
- Mario Lamberto
- Jeanne Lamon
- Charles Lamoureux (hegedűművész is)
- Geoffrey Lancaster (zongoraművész is)
- John Lanchbery
- Siegfried Landau
- Andrew Lane
- Louis Lane
- Lan Shui
- Gordon Langford
- Jaime Laredo (hegedűművész is)
- Patrick Larley (zeneszerző is)
- Lewis Henry Lavenu (zeneszerző is)
- Brian Law
- Scott Lawton
- Stephen Layton
- Alexander Lazarev
- Ramon Lazkano (zeneszerző is)
- Adrian Leaper
- Simon Lee
- Lehár Ferenc (hegedűművész, zeneszerző is)
- Lehel György
- Wilfred Lehmann
- Rauno Lehtinen (zeneszerző is)
- René Leibowitz
- Alexander Liebreich
- Erich Leinsdorf
- Konrad Leitner
- Ferdinand Leitner
- Karla Lemon
- Ondrej Lenárd
- Lendvay Kamilló (zeneszerző is; 1928-2016)
- Lawrence Leonard
- Gustav Leonhardt
- Raymond Leppard
- Hermann Levi
- Yoel Levi
- Harold Levin (hegedűművész, zeneszerző is)
- Gilbert Levine
- James Levine
- Norman Leyden
- Li Delun
- Li Xincao
- Andrea Licata
- Sigurd Lie (zeneszerző is)
- Ligeti András
- Enoch Light (hegedűművész is)
- Edouard Lindenberg
- Jahja Ling
- Ivo Lipanovic
- Rolf Lislevand
- Franz Litschauer
- Andrew Litton
- Carol Litvin
- Ernest Llewellyn
- Grant Llewellyn
- David Lloyd-Jones
- Keith Lockhart
- David Lockington
- Alain Lombard
- Jesús López-Cobos
- Giancarlo De Lorenzo
- James Loughran
- Ferdinand Löwe
- Hans Löwlein
- Lu Jia
- Otto Lübert
- Leopold Ludwig (zongoraművész is)
- Natalia Luis-Bassa
- Fabio Luisi
- Nicola Luisotti
- Lukács Ervin
- Mathias Lundholm (hegedűművész is)
- Boris Lyatoshynsky (zeneszerző is)
- Alberto Lysy (hegedűművész is)

## M
- Peter Maag
- Lorin Maazel
- Zdenek Macal
- Francesco Macci
- Sir Alexander Campbell Mackenzie (zeneszerző, hegedűművész is)
- Gill MacKay
- Sir Charles Mackerras
- Ernest MacMillan
- Ben Macpherson
- Amadeus Wolfgang Maczewsky
- Bruno Maderna
- Paul Mägi
- Leone Magiera (zongoraművész is)
- Carles Magraner
- Gustav Mahler (zeneszerző is)
- Sasha Mäkilä
- Makláry László
- George Malcolm (csembalóművész is)
- Jean-Claude Malgoire
- Susanna Mälkki
- Nikolai Malko
- Kevin Mallon
- Jean-Yves Malmasson (zeneszerző is)
- Milan Malý
- Paul Mann
- David Mannes (hegedűművész is)
- Peter Manning (hegedűművész is)
- Franco Mannino
- Peter Mansfield (orgonaművész, zeneszerző is)
- Fuat Mansurov
- Annunzio Paolo Mantovani
- Andrew Manze (hegedűművész is)
- Antoni Ros Marbà
- Alessandro de Marchi
- Andrea Marcon
- Jahni Mardjani
- Dario Marianelli
- Ion Marin (zongoraművész, zeneszerző is)
- Igor Markevitch
- Gerhard Markson
- Sir Neville Marriner (hegedűművész is)
- Carolann Martin
- Miguel Angel Gómez Martínez
- Alberto Martini
- Jean Martinon
- Ravil Martinov
- Eduardo Marturet
- Jameson Marvin
- Pietro Mascagni
- Diego Masson
- Kurt Masur
- Eduardo Mata
- Lovro von Matacic
- Muir Mathieson
- Willy Mattes
- Appleby Matthews
- John Mauceri
- Colin Mawby (orgonaművész, zeneszerző is)
- Jonathan May
- Henry Mayer
- Uri Mayer
- Michael McCarthy
- Patrick McCarthy (tenor énekművész is)
- Peter McCoppin (orgonaművész is)
- Paul McCreesh
- Brock McElheran
- Bobby McFerrin (énekes is)
- Nicholas McGegan (csembaló- és fuvolaművész is)
- Bill McGlaughlin (rádiós is)
- Kathleen McGuire (zeneszerző is)
- Frank McNamara (zongoraművész, zeneszerző is)
- Jonathan McPhee
- David Measham
- Fabio Mechetti
- Medveczky Ádám
- Mehli Mehta (hegedűművész is)
- Zubin Mehta
- Johan de Meij (harsonaművész, zeneszerző is)
- Henryk Melcer-Szczawiński  (zongoraművész, zeneszerző is)
- Alexander Melik-Pashayev
- Amos Meller
- Felix Mendelssohn Bartholdy (zeneszerző is)
- Christian Mendoze
- Ménesi Gergely
- Israel Menezes
- Willem Mengelberg
- Yehudi Menuhin, lord (hegedűművész is)
- Steven Mercurio (zeneszerző is)
- Alberto Merenzon (fagottművész is)
- André Messager (zeneszerző is)
- Ingo Metzmacher
- František Václav Míča (zeneszerző is)
- Carl Michalski
- Alexander Mickelthwate
- Terje Mikkelsen
- Carl Mikuli (zongoraművész, zeneszerző is)
- Rossen Milanov
- David Allan Miller
- Joe Miller
- Rebecca Miller
- Tania Miller
- Miloje Milojevic (zongoraművész, zeneszerző is)
- Nicholas Milton (hegedűművész is)
- Marc Minkowski
- Meir Minsky
- Shlomo Mintz (hegedűművész is)
- Clyde Mitchell
- Howard Mitchell (gordonkaművész is)
- Dimitri Mitropulosz
- Johannes Moesus
- Andrew Mogrelia
- Lorenzo Molajoli
- Bernardino Molinari
- Francesco Molinari-Pradelli
- Andrea Molino (zeneszerző is)
- Christopher J. Monckton (orgonaművész, énekes is)
- Amedeo Monetti
- Stanisław Moniuszko (zeneszerző is)
- Pierre Monteux
- Carmen Moral
- Rudolf Moralt
- Enrico de Mori
- Tadashi Mori (fuvolaművész is)
- John Moriarty
- Ennio Morricone
- Wyn Morris
- Felix Josef Mottl (zeneszerző is)
- Eli-Eri Moura
- Wolfgang Amadeus Mozart (zeneszerző is)
- Evgeny Mravinsky
- Karl Muck
- Helmut Müller-Brühl
- Rei Munakata
- Charles Munch
- Karl Munchinger
- Heribert Munchner
- Uwe Mund
- Marko Munih
- Mura Péter
- Hajime Teri Murai
- Paul Murphy
- Ilya Musin
- Olli Mustonen (zongoraművész is)
- Riccardo Muti
- Anne-Sophie Mutter (hegedűművész is)

## N
- Malcolm Nabarro
- Kent Nagano
- Anton Nanut
- Eduard Nápravník (zeneszerző is)
- Pierre Narrato
- Nagy Zsolt
- Bongani Ndodana (zeneszerző is)
- Vassili Nebolsin
- Oskar Nedbal (hegedűművész, zeneszerző is)
- Boyd Neel
- Vittorio Negri
- John Nelson
- Andris Nelsons
- Németh Gyula
- John Neschling
- Uriel Nespoli
- Tomas Netopil
- Horst Neumann
- Peter Neumann
- Václav Neumann
- Ignaz Neumark
- Anthony Newmann (orgonaművész is)
- Roy Newsome
- Yannick Nézet-Séguin
- Carter Nice
- Otto Nicolai
- Arthur Nikisch
- Weston Noble
- Sir Roger Norrington
- Gianandrea Noseda
- Jonathan Nott
- Jasmina Novokmet
- Grzegorz Nowak
- Jens Nygaard

## O
- Oberfrank Géza
- Georges Octors
- Paul O'Dette (fuvolaművész is)
- Heiichiro Ohyama (hegedűművész is)
- David Ojsztrah (hegedűművész is)
- John Oliver
- Ole Olsen (orgonaművész, zeneszerző is)
- Melinda O'Neal
- Kazushi Ono
- Fred Onovwerosuoke
- Sakari Oramo
- Constantine Orbelian
- William Arundel Orchard (zeneszerző is)
- Daniel Oren
- Ormándy Jenő
- Gerard Oskamp
- Jean-Yves Ossonce
- Karl Österreicher
- Arnold Ostman
- Tadaaki Otaka
- Willem van Otterloo (zeneszerző is)
- Jerold Ottley
- Fernand Oubradous (zeneszerző is)
- Eiji Oue
- Peter Oundjian
- Takehiro Oura
- Edwin Outwater
- Kurt Overhoff  (zeneszerző is)
- Ozava Szeidzsi
- Naci Özgüç

## P
- Ferdinando Paër
- Nick Page (zeneszerző is)
- Vello Pähn
- Jean-François Paillard
- Carlos Païta
- Zbigniew Paleta (hegedűművész, zeneszerző is)
- Alejandro de Palma (zeneszerző is)
- Merrill J. Palmer
- Michael Palmer
- Marcello Panni
- Sir Andrzej Panufnik
- Jorma Panula
- Gennaro Papi
- Iakovos Pappas (zongoraművész, zeneszerző is)
- Antonio Pappano
- Paul Paray (zeneszerző is)
- Major Peter Parkes
- Andrew Parrott
- Jules Etienne Pasdeloup
- Nicolas Pasquet
- Trisdee na Patalung (zeneszerző is)
- Giuseppe Patanè
- James Paul
- Tibor Paul
- Emil Paur
- Ariy Pazovsky
- Martin Pearlman
- Marika Pečená
- Antonio Pedrotti
- Rudolf Pekarek
- Pertti Pekkanen
- Wilfrid Pelletier
- Krzysztof Penderecki (zeneszerző is)
- Andrew Penny
- Murray Perahia (zongoraművész is)
- Alejo Pérez
- Víctor Pablo Pérez
- Christof Perick
- Coleridge-Taylor Perkinson (zeneszerző is)
- Jonel Perlea
- Ichák Perlman (hegedűművész is)
- Libor Pešek
- Kirill Petrenko
- Vladimir Petroschoff
- Vilém Petrželka (zeneszerző is)
- Florence Louise Pettitt
- Georges Pretre
- Hans Pfitzner (zeneszerző is)
- Paul Phillips
- Evelino Pido
- Fabrice Pierre
- Maximillian Pilzer
- Trevor Pinnock ((csembalóművész is))
- Alexander Von Pitamic
- Modestas Pitrenas
- Wilhelm Pitz
- Michel Plasson
- Horst Platen
- Alexander Platt
- Robert HP Platz
- Mikhail Pletnev (zongoraművész is)
- Karl Pohlig
- Bruce Polay (zongoraművész, zeneszerző is)
- Valery Polyansky
- Max Pommer
- Jean-Bernard Pommier
- Josep Pons
- Carlo Ponti Jr.
- Ross Pople
- Heinrich Porges
- Donald Portnoy
- Joseph Post
- Frederik Prausnitz
- Georges Prêtre
- André Previn (zongoraművész, zeneszerző is)
- Fernando Previtali (zeneszerző is)
- Christoph Prick
- Brian Priestman
- Carlos Miguel Prieto
- Klaus Pringsheim, Sr.  (zeneszerző is)
- Sir John Pritchard
- Felix Prohaska
- Roland Pröll (zongoraművész, zeneszerző is)
- John Pryce-Jones
- Xavier Puig
- Horace Mann Pullen

## Q
- Glenn S. Quader
- Argeo Quadri
- Massimo Quarta
- Eve Queler
- Angelo Questa

## R
- Beat Raaflaub
- Harry Rabinowitz
- Walter Rabl (zeneszerző is)
- Ezra Rachlin (zongoraművész is)
- Natan Rachlin
- Valentin Radu
- Assi Rahbani (zeneszerző is)
- Ali Rahbari (zeneszerző is)
- Rajter Lajos
- Marco Antonio da Silva Ramos (zeneszerző is)
- Jean-Pierre Rampal (fuvolaművész is)
- David Randolph
- Herminigildo Ranera
- Karl Rankl (zeneszerző is)
- Erno Rapee
- Gal Rasché
- Ari Rasilainen
- Kirstina Rasmussen (zeneszerző is)
- Sir Simon Rattle
- Leonard Ratzlaff
- Angel Recasens
- Anton Reck
- Kurt Redel (fuvolaművész is)
- Jonathan Rees
- Max Reger
- Hubert Reichert
- Carl Reinecke (zeneszerző is)
- Reiner Frigyes
- Walther Reinhart
- Ludger Remy (csembalóművész is)
- Edouard van Remoortel
- Lawrence Renes
- Donato Renzetti
- Bystrik Rezucha (zeneszerző is)
- Josef Rheinberger (orgonaművész, zeneszerző is)
- Richter János (Hans Richter)
- Karl Richter (orgona- és csembalóművész is)
- Karl Anton Rickenbacher
- André de Ridder
- Fritz (Friedrich Edmund) Rieger
- Michael Riesman (zeneszerző is)
- Julius Rietz (gordonkaművész, zeneszerző is)
- André Rieu (hegedűművész is)
- Joshua Rifkin (zongoraművész is)
- Hugo Rignold (zongoraművész is)
- Helmuth Rilling
- Gintaras Rinkevicius
- Xavier Rist
- Karl Ristenpart
- Sandra Rivers
- Pietro Rizzo
- David Robertson(wd)
- Stewart Robertson
- Georgi Robev
- Paul Robinson
- Stanford Robinson
- Artur Rodzinski
- Heinz Rögner (1929–2001)
- Shardad Rohani
- Hanns Rohr
- Ferdinand August Rojahn (orgona- és hegedűművész is)
- Rolla János
- Tom Rolston
- Angel Romero (gitárművész is)
- Aviv Ron
- Kaisa Roose
- Hans Rosbaud
- Alfred Rosé (zeneszerző is)
- Barry Rose
- Albert Rosen
- Richard Rosenberg
- Joseph Rosenstock
- Manuel Rosenthal  (zeneszerző is)
- Antoni Ros-Marbà
- Mario Rossi
- John Rosten
- Mstislav Rostropovich (gordonkaművész is)
- Arnie Roth
- Arthur Rother
- George Rothman
- Walter Henry Rothwell
- Christophe Rousset ((csembalóművész is))
- Maurice Le Roux (zeneszerző is)
- Corrado Rovaris
- Witold Rowicki
- Gennadi Rozhdestvensky
- Zoltán Rozsnyai
- Ludomir Rozycki (zeneszerző is)
- Bernard Rubenstein
- Anton Rubinstejn
- Julius Rudel
- Ola Rudner (hegedűművész is)
- Max Rudolf
- François Ruhlmann
- Clark Rundell
- Donald Runnicles
- John Morris Russell
- Timothy Russell
- John Rutter
- Ole Kristian Ruud

## T
- Emil Tabakov
- Anu Tali
- Václav Talich
- Yoav Talmi
- Arturo Tamayo
- Tan Lihua
- Muhai Tang
- Egisto Tango
- Cornel Țăranu
- Cara Suzanne Tasher
- Jeffrey Tate
- Tátrai Vilmos
- Vilem Tausky
- Tay Teow Kiat
- Serge Tchaikov
- Emil Tchakarov
- Carmen Helena Téllez
- Yuri Temirkanov
- Klaus Tennstedt
- Sir Richard Runciman Terry (orgonaművész is)
- Christian Thielemann
- André Thomas
- Jeffrey Thomas
- Karen P. Thomas (zeneszerző is)
- Kurt Thomas (zeneszerző is)
- Michael Tilson Thomas
- Patrick Thomas
- Ronald Thomas
- Theodore Thomas
- Bryden Thomson
- Rosemary Thomson
- Heinz Tietjen
- Kari Tikka
- Michel Tilkin
- Georg Tintner
- Alexander Titov
- Loris Tjeknavorian
- Nayden Todorov (zongoraművészként és zeneszerzőként is)
- Henri Tomasi (zeneszerző is)
- Ernest Tomlinson (zeneszerző is)
- Antonio Tonini
- Eduard Topchjan
- Alexander Toradze
- Werner Torkanowsky
- Yan Pascal Tortelier
- Arturo Toscanini
- Bramwell Tovey (zeneszerző is)
- Dennis Townhill (orgonaművész is)
- Cornel Trăilescu (zeneszerző is)
- Török Géza
- Török Levente
- Hervé Treille
- Jean-Philippe Tremblay
- Kirk Trevor
- Otakar Trhlík
- Alain Trudel
- Tsung Yeh
- Stephen Tucker (zeneszerző is)
- Barry Tuckwell
- Martin Turnovský
- Yuli Turovsky
- Erik Tuxen  (zeneszerző is)

## U
- Juan de Udaeta
- Josef Ulsamer
- Pavel Urbanek
- Unger Ernő
- Bundit Ungrangsee

## V
- Frantisek Vajnar
- Maximiano Valdez
- Rey Alejandro Conde Valdivia
- André Vandernoot
- Jacques Vanherenthals
- Stanley Vann (zeneszerző, orgonaművész)
- Osmo Vänskä
- Silvio Varviso
- Vaszy Viktor
- Vásárhelyi Zoltán
- Vásáry Tamás
- Denis Vaughan
- Alexander Vedernikov
- Végh Sándor (hegedűművész is)
- Miroslav Venhoda
- Mario Venzago
- Vladimir Verbitsky
- Henri Verbrugghen
- Jos Vermunt
- Pascal Verrot
- Christian P. Videtto
- Tommy Vig
- Heitor Villa-Lobos
- Emmanuel Villaume
- Marcello Viotti
- Bernard Viti
- Oldrich Vlcek
- Winston Dan Vogel
- Ion Voicu (hegedűművész is)
- Ilan Volkov
- Arvo Volmer
- Hans Vonk
- Donald Voorhees
- Antonino Votto
- Jan Willem de Vriend
- Christos Vrionides
- Petr Vronský

## W
- Edo de Waart
- Ignatz Waghalter (zeneszerző is)
- Richard Wagner (zeneszerző is)
- Roger Wagner
- Andrew Wailes
- Hans Wallat
- Heinz Wallberg
- Alfred Wallenstein
- Jean-Pierr Wallez
- Elizabeth Wallfisch (hegedűművész is)
- Alfred Walter
- Bruno Walter
- Hiroshi Wakasugi
- Günter Wand
- Wang Jin
- Wang Ya-Hui
- Bohdan Warchal
- Nicholas Ward
- Christopher Warren-Green
- Jon Washburn
- Nan Washburn
- Jan-Olav Wedin
- Paul Wehage (zeneszerzőként és szaxofonosként is)
- Jorg-Peter Weigle
- Ralf Weikert
- Bruno Weil
- Felix Weingartner
- Frieder Weissmann
- George Weldon
- Walter Weller (hegedűművész is)
- Franz Welser-Möst
- Rudolf Werthen
- Stig Westerberg
- Richard Westenburg
- Hilary Davan Wetton
- David Whitaker
- John Whitfield
- Günther Wich
- Wilhelm Friedrich Wieprecht (zeneszerző is)
- Johannes Wildner
- Stephen Wilkinson
- Adrian Willaert (zeneszerző is)
- Sir David Willcocks
- Niklas Olov Willén
- Howard Williams
- John Williams (zeneszerző is)
- John Wilson
- Peter Stafford Wilson
- Per Winge
- Yip Wing-sie
- Antoni Wit
- Diane Wittry
- Peter Wohlert
- Manno Wolf-Ferrari
- Albert Wolff (zeneszerző is)
- Hugh Wolff
- Christopher Wolverton
- Henry Joseph Wood
- Woon Wen Kin
- Samuel Wong
- Barry Wordsworth
- Kurt Wöss
- Simon Wright
- David Wroe
- Franz Wüllner (zeneszerző is)
- Yehudi Wyner (zeneszerzőként és zongoraművészként is)

## X
- Stavros Xarhakos
- Chen Xieyang
- Peng Xiuwen (zeneszerző is)

## Y
- Kazuo Yamada
- Victor Yampolsky
- Prof. Oscar Yatco (hegedűművész is)
- Ibrahim Yazici
- Yip Wing-sie
- Kenneth Young
- Simone Young
- Eugène Ysaÿe (hegedűművész és zeneszerző)
- Yu Long
- Takuo Yuasa

## Z
- Christian Zacharias (zongoraművész is)
- Lothar Zagrosek
- Zákányi Zsolt (1925-2007) karnagy, tanár
- Yuval Zaliouk
- Rinaldo Zambon
- Benjamin Zander
- Uberto Zanolli  (zeneszerző is)
- Maurice Zbriger (hegedűművészként és zeneszerzőként is)
- Zivojin Zdravković
- Carlo Zecchi (zongoraművész is)
- Alberto Zedda
- Alberto Zelman
- Vilém Zemánek
- Hans Zender (zeneszerző is)
- Zhang Guoyong
- Jin Zhang (zeneszerző is)
- Xian Zhang
- Zulkifli Mohamed Amin (zeneszerző is)
- Zhu Hui
- Winfried Zillig (zeneszerző is)
- Efrem Zimbalist (zongoraművészként és zeneszerzőként is)
- Hans-E Zimmer
- Udo Zimmermann (zeneszerző is)
- David Zinman
- David Zobel
- Lodovico Zocche
- Ronald Zollman
- Yuval Zorn
- Marco Zuccarini
- Hermann Zumpe
- Fritz Zweig